# 滴液猪笼草
滴液猪笼草（学名：Nepenthes distillatoria）是斯里兰卡特有的的热带食虫植物。其为第二个被描述的猪笼草属物种，并且是首个正式命名于林奈分类法下的猪笼草属物种。其还为猪笼草属的模式种。其种加词“distillatoria”来源于拉丁文“destillo”和形容词词尾“-oria”，意为“提取的、蒸馏的”。

## 植物学史
滴液猪笼草是自马达加斯加猪笼草（N. madagascariensis）之后第二个被描述的猪笼草属物种。1677年，丹麦医生托马斯·巴托林（Thomas Bartholin）简要的描述了它，并将其命名为“Miranda herba”，意为“奇妙的药草”。三年后，荷兰商人雅各布·布雷纳（Jacob Breyne）依当地俗名将其命名为“Bandura zingalensium”。随后“Bandura”便成为了之后指代猪笼草最常用的名字，直至1737年，卡尔·林奈建立了猪笼草属。 

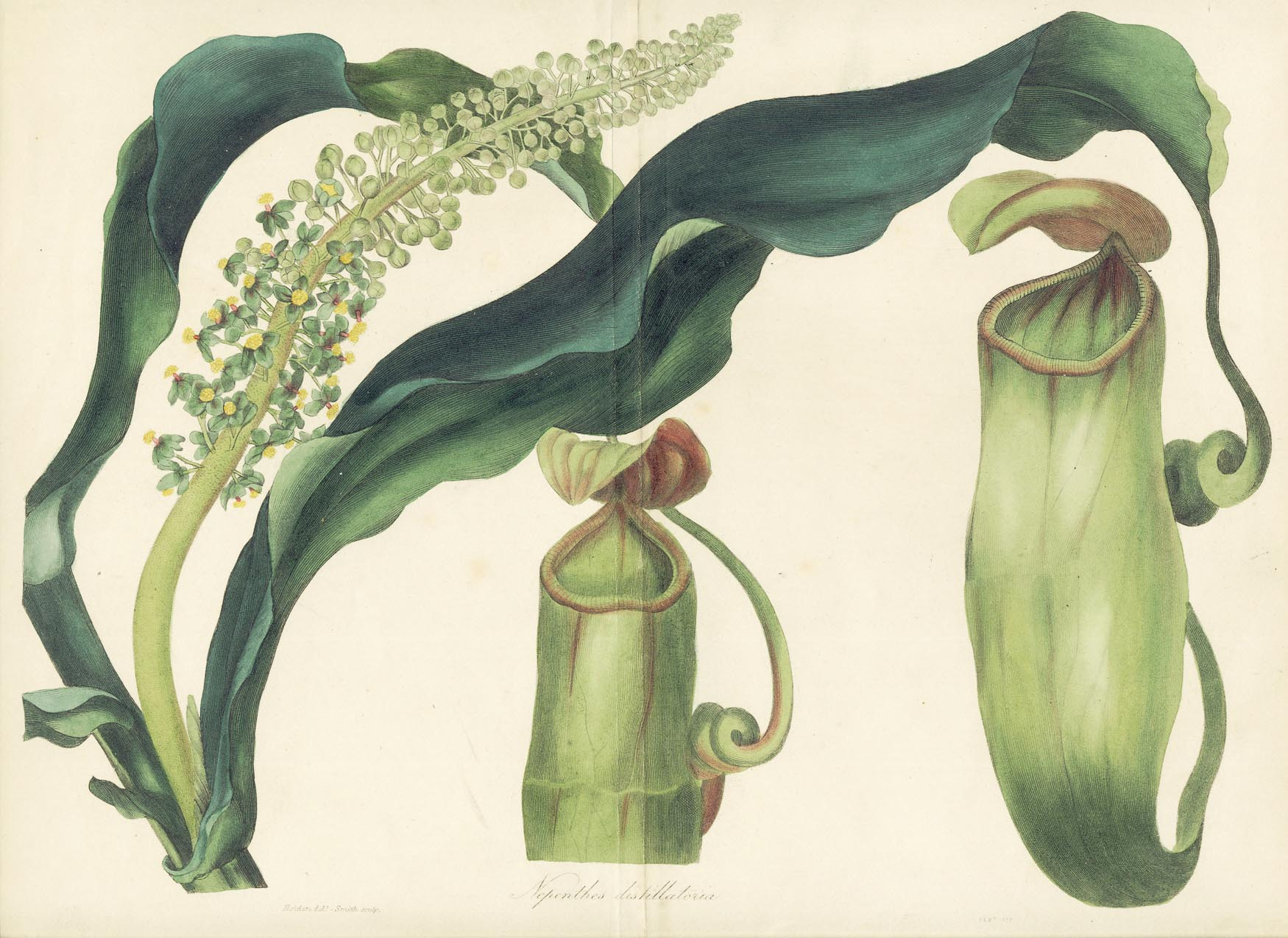
1838年，约瑟夫·帕克斯顿《植物学杂志》（Magazine of Botany）中描绘的滴液猪笼草

1683年，瑞典医生及博物学家赫尔曼·尼克拉斯·格里姆（Herman Niklas Grim.）再次描述了滴液猪笼草。他将其称为“奇异的滴液植物（Planta mirabilis destillatoria）”。这是第一次有人清楚的描述了猪笼草。三年后，即1686年，英国博物学家约翰·雷援引格林的话说：
|  | 由于太阳光的照射，地面的水气升腾并凝结在植株上，水滴随着茎和叶流入了笼内。（翻译自拉丁文，见《婆罗洲的猪笼草》） |

1753年，卡尔·林奈使用H·N·格林原种加词命名了滴液猪笼草。
1737年，约翰内斯·布尔曼（Johannes Burmann）再次在其著作《Thesaurus Zeylanicus》中对滴液猪笼草进行了描述。文中包括一幅带捕虫笼和花序枝条的插图。布尔曼将滴液猪笼草命名为“Bandura zeylanica”。
19世纪后期的园艺贸易中，滴液猪笼草也常与印度猪笼草（N. khasiana）混淆。

## 生态关系
滴液猪笼草是斯里兰卡特有的物种，也是唯一分布于该岛的猪笼草属物种。其生长于河堤或森林里浸水的开阔灌木丛中。滴液猪笼草存在于海拔0至700米处。
由于地理隔离，尚未发现滴液猪笼草的自然杂交种。

## 种下类群
已有三个滴液猪笼草种下类群的描述，但其名称都不是有效的：
- Nepenthes distillatoria var. rubra (Nichols.) Hort.Veitch ex Lindsay (1891)
- Nepenthes distillatoria var. speciosa Hort.Van Houtte ex Rafarin (1869)
- Nepenthes distillatoria var. vera D.Moore (1872)[20]

## 扩展阅读
- 食虫植物照片搜寻引擎中滴液猪笼草的照片 （页面存档备份，存于）

 维基共享资源上的相關多媒體資源：滴液猪笼草
 維基物種上的相關：滴液猪笼草